# 普魯韋西湖

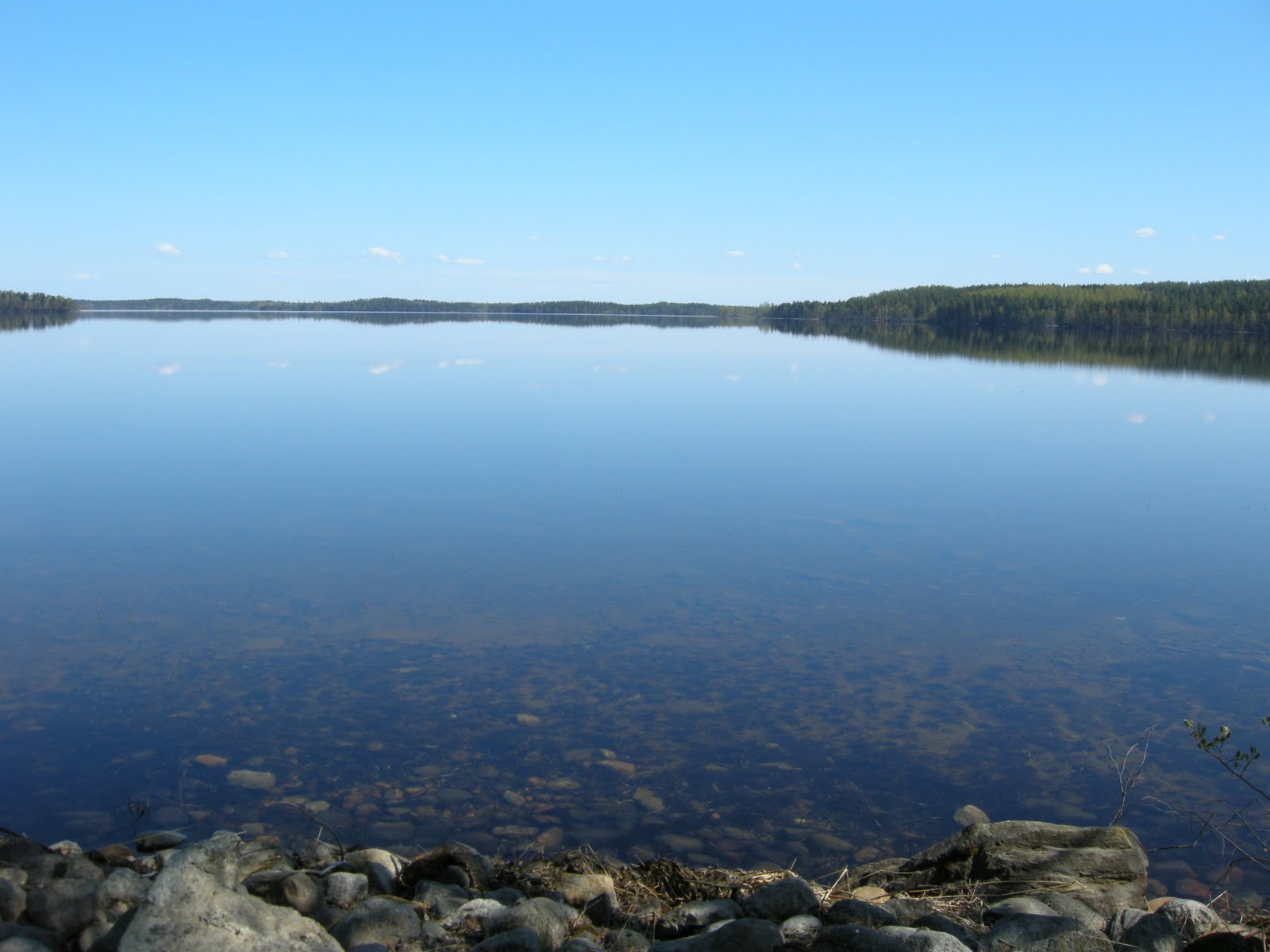
位于萨翁林纳蓬卡哈尔尤区的普魯韋西湖湖面

普魯韋西湖（芬蘭語：Puruvesi）是芬蘭的湖泊，位於該國東部南薩沃區和北卡累利阿區，面積416.35平方公里，海拔高度75.8米，平均水深8.76米，最大水深61米。